# Hockey Bassano 1980-1981
Questa voce raccoglie le informazioni riguardanti l'Hockey Bassano nelle competizioni ufficiali della stagione 1980-1981.

## Maglie e sponsor
Lo sponsor ufficiale per la stagione 1980-1981 fu la concessionaria Ford Car di Bassano.
| 1ª divisa |

## Rosa
| N° | Naz.              | Ruolo | Sportivo          |  |  |  |
| -- | ----------------- | ----- | ----------------- |  |  |  |
|    | Italia (bandiera) | E     | Sandro Borgo      |  |  |  |
|    | Italia (bandiera) | E     | Claudio Fietta    |  |  |  |
|    | Italia (bandiera) | P     | Gianni Galliotto  |  |  |  |
|    | Italia (bandiera) | E     | Michele Marangoni |  |  |  |
|    | Italia (bandiera) | E     | Paolo Marchesini  |  |  |  |
|    | Italia (bandiera) | E     | Franco Milani     |  |  |  |
|    | Italia (bandiera) | E     | Piraffo           |  |  |  |
|    | Italia (bandiera) | E     | Mario Saccardo    |  |  |  |
|    | Italia (bandiera) | E     | Maurizio Scuccato |  |  |  |
|    | Italia (bandiera) | E     | Franco Vanzo      |  |  |  |

### Libri
- Gianfranco Capra e Mario Scendrate, Hockey su pista in Italia e nel mondo, Novara, Casa Editrice S.E.N., settembre 1984,  pp. 107, 222-223.
- AA.VV., 100 anni di sport a Bassano: dal 1875 ai giorni nostri, Bassano del Grappa (VI), Panathlon Club, 1986,  p. 160.
- Consorzio Etruria Hockey Follonica, Benvenuti a Hockey City, 1936-2007 - Follonica in vetta al mondo, Empoli (FI), Geo Edizioni S.r.l., 2008,  pp. 114-117 e 188.

### Giornali
- La Gazzetta dello Sport, conservata microfilmato presso.
  - Biblioteca Nazionale Braidense di Milano, presso MediaTeca Santa Teresa, via Moscova 28 a Milano;
  - Biblioteca Nazionale Centrale di Firenze;
  - Biblioteca Nazionale Centrale di Roma;
  - Biblioteca Civica Berio di Genova;
  - e presso Emeroteca del C.O.N.I. di Roma (non è online ma è da consultare in sede).
- Il Corriere dello Sport, conservato microfilmato presso.
  - Emeroteca del C.O.N.I. di Roma.
- Il Cittadino di Monza e Brianza, che ha sempre pubblicato i risultati nell'edizione del giovedì. Giornale conservato microfilmato presso la Biblioteca Nazionale Braidense di Milano (presso emeroteca Santa Teresa in via Moscova 28) e la Biblioteca Comunale di Monza.